# Lally Segard
Pour les articles homonymes, voir Segard.
 (novembre 2024).
La mise en forme du texte ne suit pas les recommandations de Wikipédia : il faut le « wikifier ».
Les points d'amélioration suivants sont les cas les plus fréquents :
- Les titres sont pré-formatés par le logiciel. Ils ne sont ni en capitales, ni en gras.
- Le texte ne doit pas être écrit en capitales (les noms de famille non plus), ni en gras, ni en italique, ni en « petit »…
- Le gras n'est utilisé que pour surligner le titre de l'article dans l'introduction, une seule fois.
- L'italique est rarement utilisé : mots en langue étrangère, titres d'œuvres, noms de bateaux, etc.
- Les citations ne sont pas en italique mais en corps de texte normal. Elles sont entourées par des guillemets français : « et ».
- Les listes à puces sont à éviter, des paragraphes rédigés étant largement préférés. Les tableaux sont à réserver à la présentation de données structurées (résultats, etc.).
- Les appels de note de bas de page (petits chiffres en exposant, introduits par l'outil «  Source ») sont à placer entre la fin de phrase et le point final[comme ça].
- Les liens internes (vers d'autres articles de Wikipédia) sont à choisir avec parcimonie. Créez des liens vers des articles approfondissant le sujet. Les termes génériques sans rapport avec le sujet sont à éviter, ainsi que les répétitions de liens vers un même terme.
- Les liens externes sont à placer uniquement dans une section « Liens externes », à la fin de l'article. Ces liens sont à choisir avec parcimonie suivant les règles définies. Si un lien sert de source à l'article, son insertion dans le texte est à faire par les notes de bas de page.
- La présentation des références doit suivre les conventions bibliographiques. Il est recommandé d'utiliser les modèles {{Ouvrage}}, {{Chapitre}}, {{Article}}, {{Lien web}} et/ou {{Bibliographie}}. Le mode d'édition visuel peut mettre en forme automatiquement les références.
- Insérer une infobox (cadre d'informations à droite) n'est pas obligatoire pour parachever la mise en page.

Pour une aide détaillée, merci de consulter Aide:Wikification.
Si vous pensez que ces points ont été résolus, vous pouvez retirer ce bandeau et améliorer la mise en forme d'un autre article.
Dorothée « Lally » Segard, née en 1921 et décédée en 2018, est une championne de golf international franco-américano-grecque.

## Éléments bibliographiques
Née le 4 avril 1921, Dorothée Segard est la fille d'André Marino Vagliano, issu d'une famille céphaloniote (Grèce), et de l'américiaine Barbara Allen,. Elle a une soeur née le 2 juillet 1922, Sonia, et un frère, André, née en 1927.
De ses parents, elle hérite de l'amour pour le golf, ces derniers étant des champions reconnus et des dirigeants du golf français. Elle est connue sous le surnom de Lally, surnom que lui donnait sa soeur Sonia, une interprétation de Dottie.
Elle épouse Jacques de Saint-Sauveur, et remporte la plupart de ses titres sous le nom de Vicomtesse de Saint-Sauveur. Ils se séparent à la fin des années cinquante, et ne divorcent qu'en 1969 . Elle épouse dans la foulée patrick Segard.
En 2011, elle publie un livre autobiographie intitulé "Lally".
Elle décède en 2018. Ses obsèques ont été célébrées à la Cathédrale Américaine de Paris le 13 mars.

## Succès au golf
Dès sa jeunesse, elle remporte des tournois, parmi lesquels, on peut citer : 
- sa victoire au British Girl à 16 ans (1937),
- celle au British Ladies Championship (1950),
- elle est également six fois championne de France entre 1939 et 1954,
- elle remporte le championnat international de France dames à trois reprises,
- de plus, elle est championne d'Espagne, d'Italie, de Suisse, du Benelux, du Luxembourg,
- et remporte à de nombreuses reprises les internationaux de France de foursomes dames et mixtes[2]

Par ailleurs, elle crée le premier Championnat du Monde Dames par équipes qui a lieu en octobre1964, au golfe de Saint Germain. Le championnat dispose d'une coupe offerte par  la famille portugaise Espirito-Santo Silva, ami de la famille Vagliano.